# Neobisium birsteini
Neobisium birsteini es una especie de arácnido del orden Pseudoscorpionida de la familia Neobisiidae.

## Distribución geográfica
Se encuentra en Georgia y Rusia.